# HMS Sökaren (47)
För andra betydelser, se Sökaren.
HMS Sökaren (47) tidigare (16), var Sveriges första minsvepare. Hon utrangerades 1953. Sökaren, liksom hennes två systerfartyg HMS Sveparen (48) och HMS Sprängaren (49), anskaffades för medel som blivit över efter Pansarbåtsinsamlingen 1912. De omklassificerades 1930 som tendrar. Den 3 oktober 1953 gick hon på grund i Baggensfjärden vid Saltsjöbaden och sjönk. Hon såldes i sjunket tillstånd i april 1955, bärgades och reparerades. 1970 användes hon som timmerbogserare under namnet Renö. Såldes till Lars Eriksson i Ramvik 1976, fick då namnet Ramö. Hon har sedan byggts om ytterligare 1985 och tillhör numera Gute Tug under namnet Harding.